# Paljike (Prozor-Rama, BiH)
Paljike su naseljeno mjesto u općini Prozor-Rama, Federacija Bosne i Hercegovine, BiH.

## Stanovništvo

### 1991.
Nacionalni sastav stanovništva 1991. godine, bio je sljedeći:
ukupno: 303
- Hrvati - 228
- Muslimani - 75

### 2013.
Nacionalni sastav stanovništva 2013. godine, bio je sljedeći:
ukupno: 165
- Hrvati - 143
- Bošnjaci - 21
- ostali, neopredijeljeni i nepoznato - 1

## Vanjske poveznice
- Satelitska snimka  Arhivirana inačica izvorne stranice od 4. ožujka 2021. (Wayback Machine)